# Campagne de Prusse et de Pologne (1806-1807)
Pour les articles homonymes, voir Campagne de Prusse et de Pologne et Campagne de Pologne.
Ne pas confondre avec Campagne de Prusse et de Pologne (1812-1813).
Quatrième Coalition
Batailles
- Cap-Vert (navale)
- San Domingo (navale)
- Río de la Plata
- Pornichet (navale)

- Raguse
- Castel-Nuovo

Campagne de Prusse (1806)
- Schleiz
- Saalfeld
- Auerstaedt
- Iéna
- Halle
- Magdebourg
- Stettin
- Lübeck
- Glogau
- Golymin
- Pułtusk
- Stralsund

Campagne de Pologne (1807)
- Eylau
- Ostrołęka
- Colberg
- Dantzig
- Guttstadt
- Heilsberg
- Friedland

La campagne de Prusse et de Pologne se déroule pendant les guerres de la Quatrième Coalition de 1806 à 1807. Elle oppose la Grande Armée de Napoléon à l'armée prussienne, écrasée à la bataille d'Iéna, puis à l'armée impériale russe. Cette campagne, livrée en partie dans des conditions hivernales difficiles, se termine par une victoire française et oblige la Russie et la Prusse à signer les traités de Tilsit.

## Contexte
En décembre 1805, le roi Frédéric-Guillaume III est sur le point de se joindre à la Troisième Coalition mais il est pris de court par la victoire de Napoléon à la bataille d'Austerlitz. Celui-ci impose à l'Autriche le traité de Presbourg qui met pratiquement fin au Saint Empire et agrandit les alliés de la France, l'électorat de Bavière et celui de Wurtemberg, érigés en royaumes. La confédération du Rhin, créée en juillet 1806 sous la présidence de Napoléon, regroupe les États du centre et du sud de l'Allemagne.
La Prusse n'accepte pas que la suprématie française s’étende jusqu’à ses portes et, le 9 août, alors que l’armée russe, mal remise de ses pertes d'Austerlitz, n'est pas encore en mesure d'intervenir, Frédéric-Guillaume, poussé par le Royaume-Uni, décrète la mobilisation afin de faire la guerre à la France.

## La campagne de Prusse

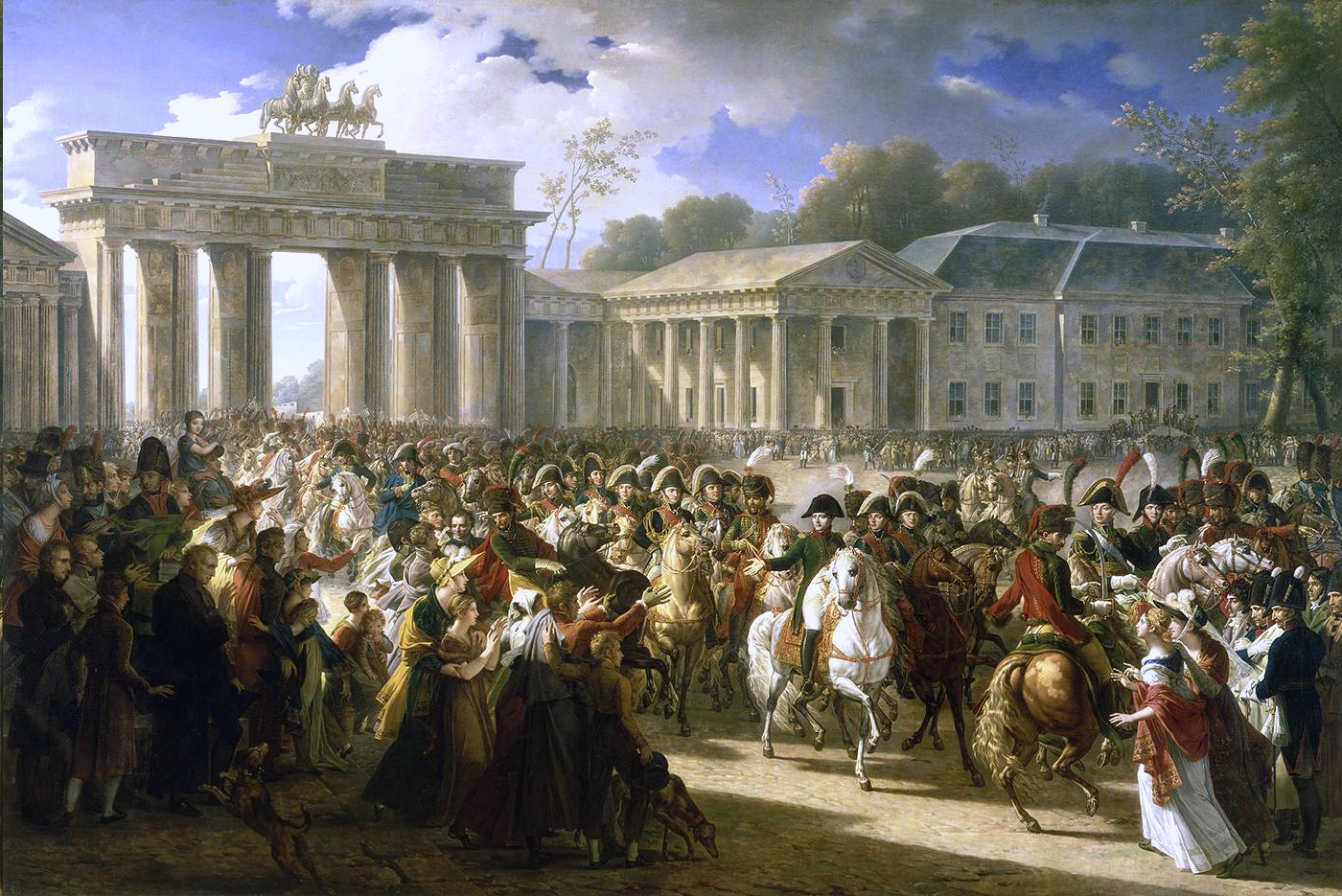
La Grande Armée défile à Berlin.

En septembre, Napoléon concentre son armée sur le Rhin. Le 25 septembre, il quitte Saint-Cloud puis avance vers la Prusse avec environ 160 000 hommes (effectif de départ, augmentant au cours de la campagne). Le premier choc a lieu lors de la bataille de Saalfeld où le prince Louis-Ferdinand de Prusse est tué.

### Iéna – Auerstadt
L’avance rapide de l’armée française est telle qu’elle permet d’annihiler en une journée l’armée prussienne, comptant 250 000 hommes. En effet, Napoléon et le maréchal Davout la mettent en déroute lors des batailles d’Iéna et d’Auerstadt le 14 octobre 1806.
Le 26 octobre, Napoléon entre à Potsdam et visite le tombeau de Frédéric le Grand, et devant ses maréchaux qu’il fait se découvrir, prononce ces mots : « S’il était encore vivant, nous ne serions pas là aujourd’hui. » Le 27 octobre, il fait son entrée à Berlin à la tête de la Grande Armée. Au total, Napoléon n'a mis que 19 jours du lancement de son attaque sur la Prusse jusqu'à son entrée dans Berlin. En comparaison, la Prusse a lutté pendant trois ans durant la guerre de la Première Coalition.
Napoléon séjourne près d'un mois à Berlin. Le 21 novembre il y signe le décret de Berlin qui instaure le blocus continental contre le Royaume-Uni.

### Capitulation de Prenzlau
Tandis que Blücher parvient à s'échapper avec 10 000 hommes, le prince de Hohenlohe commandant en chef de l'armée prussienne, est obligé de se rendre le 28 octobre à Prenzlau, avec les lambeaux de son armée.

### La poursuite

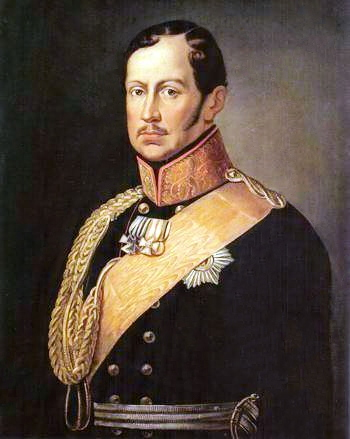
Frédéric-Guillaume III.

Cette capitulation provoque le découragement des troupes prussiennes résistant dans les places fortes du royaume : cette crise de moral pousse ces garnisons à se rendre les unes après les autres. Le 29, avec seulement 500 cavaliers, le général Lasalle obtient la reddition des 6 000 hommes et de leurs généraux de la garnison de Stettin. Il y prend également 160 canons et des magasins considérables.
Davout fait cerner et prend Custrin avec 4 000 hommes et 90 canons. À Anklan Murat fait encore 4 000 prisonniers. À Strelitz, le général Savary fait prisonnier un général qui n’est autre que le beau-frère du roi de Prusse. Le maréchal Ney fait le siège de Magdebourg.
Le 6 novembre, les corps de Soult, Bernadotte et Murat arrivent simultanément devant Lübeck où s’est réfugié le reste de l’armée de Blücher, grossi des colonnes du duc de Brunswick et du duc de Saxe-Weimar qui a abandonné le commandement à un de ses subalternes pour rentrer chez lui. Aussitôt les Français passent à l’attaque et viennent rapidement à bout des défenses de la ville. À l’aube du 7, Blücher et ses généraux demandent à capituler. 16 000 fantassins, 5 000 cavaliers et 80 canons sont capturés.
Le 8 novembre, Magdebourg capitule, Ney fait 22 000 prisonniers dont 20 généraux et 800 officiers, et prend 800 canons et de nombreux magasins.

### Échec des négociations avec la Prusse
Après ces revers, la Prusse accepte les propositions d'armistice de Napoléon. Le 16 novembre, les plénipotentiaires des deux camps signent la suspension d'armes à Charlottenbourg qui prévoit une paix séparée entre la Prusse et la France.
La convention prévoit que les négociations doivent se poursuivre à Charlottenbourg et que l'échange des ratifications doit avoir lieu à Graudenz dans les cinq jours au plus tard.
Pendant ce temps, les troupes françaises arrivent sur la Vistule, le traité n'a plus d'objet. Le 20 novembre Lestocq reçoit la capitulation de Hameln et fait prisonniers 9 000 fantassins, 300 cavaliers et 6 généraux.
Le général Duroc est envoyé à Osterode pour rencontrer le roi Frédéric-Guillaume III de Prusse ; celui-ci l'informe qu'une partie de ses États est occupée par les Russes, l'empêchant de ratifier la suspension d'armes, étant dans l'incapacité de la faire appliquer.

## La campagne de Pologne et de Prusse-Orientale

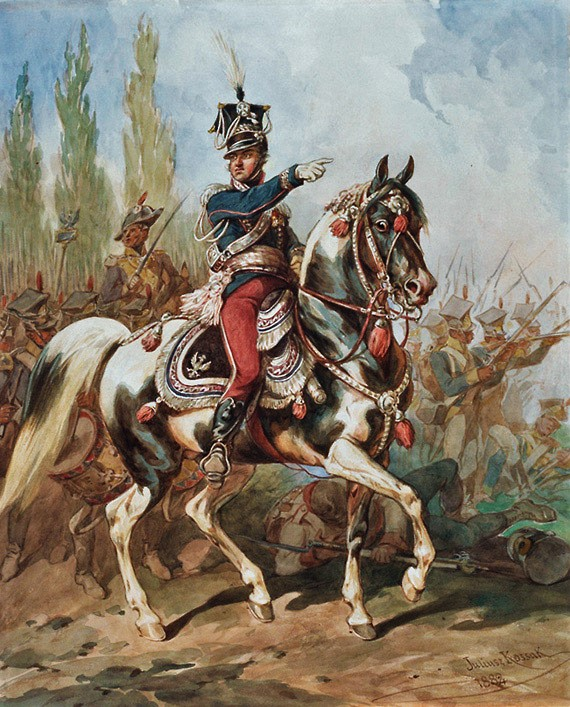
Jean-Henri Dombrowski.

Après avoir nommé le général Clarke, gouverneur général de Berlin, Napoléon quitte donc la ville dans la nuit du 25 au 26 novembre 1806. Il est à Poznań le 27.
Dix ans après le dernier partage de la Pologne, dans toutes les villes, dans toutes les campagnes, les soldats de Napoléon sont accueillis en libérateurs, d'autant que parmi eux se trouvent les anciens des légions polonaises de l'armée d'Italie de Dombrowski. L'insurrection des provinces polonaises contre l'occupant prussien ou russe fournit à Napoléon 30 000 hommes.

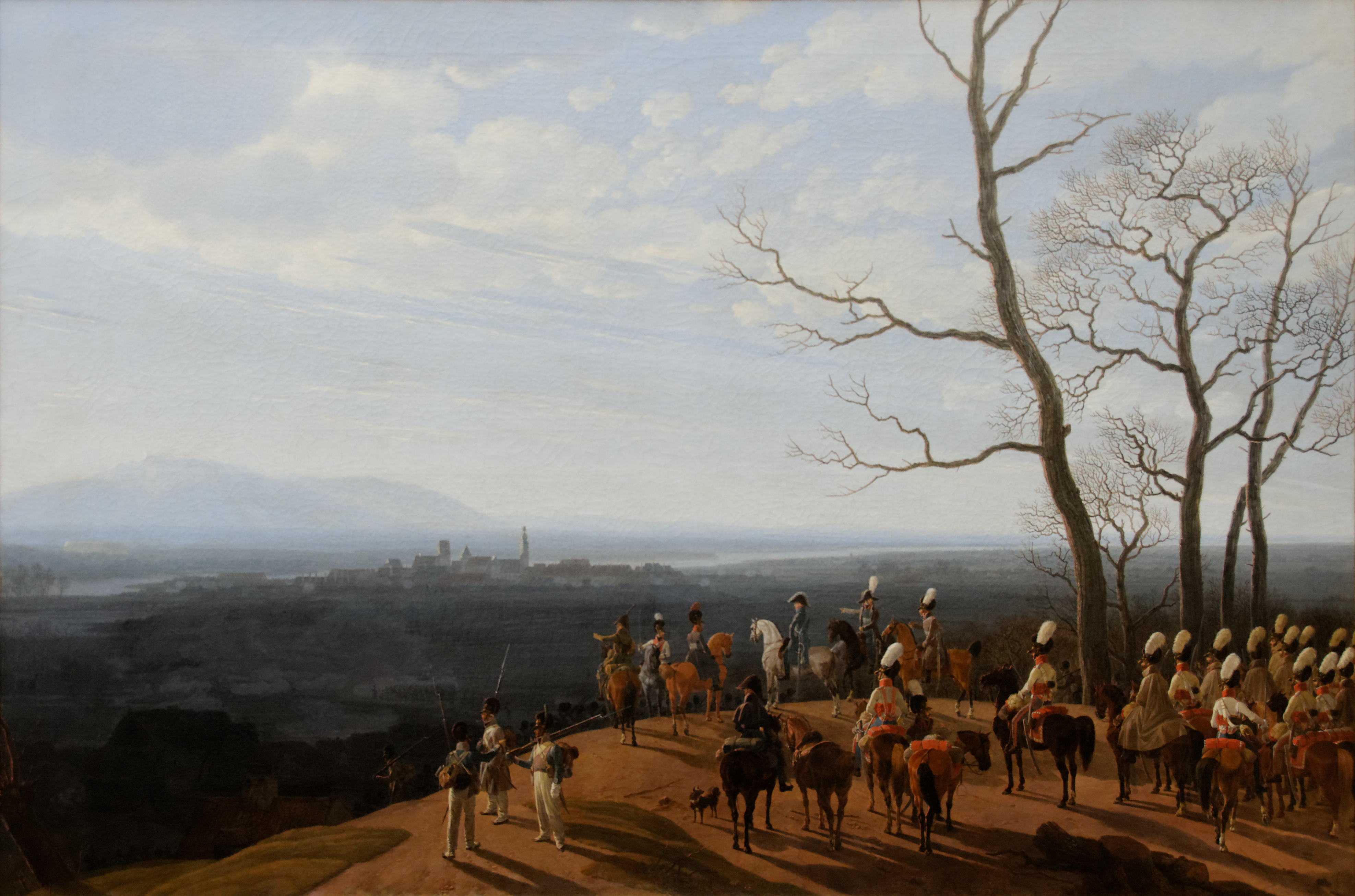
Le siège de Koźle, Wilhelm von Kobell(1808).

Devant Varsovie, les Russes se dérobent et refusent de livrer bataille. Murat s'empare de Praga faubourg de la capitale, et les poursuit sur le Boug. Les Russes détruisent les ponts derrière eux. Bien que plus petit que la Vistule, le Boug est à cet endroit aussi fort que la Seine à Paris, la reconstruction des ponts sera un travail considérable.
Le 28 novembre au soir, Murat entre à Varsovie. Il est rejoint par Davout le 29. Le 6 décembre, plus au nord, Ney passe la Vistule dont le cours est encombré de glace et entre à Thorn. Le général Dulauloy est nommé gouverneur de la ville.
Deux traités signés à Poznań, le premier le 15 décembre avec Frédéric-Auguste III de Saxe, devenu le 6 août précédent, par la volonté de Napoléon, roi de Saxe, sous le nom de Frédéric-Auguste Ier de Saxe, et le second signé le 15 décembre avec les cinq duchés saxons fournissent 8 800 hommes.
L'armée du prince Jérôme, composée de divisions bavaroises et wurtembourgeoises, est devant Głogów, capitale de la Basse-Silésie. La ville est entourée de bonnes fortifications. Jérôme fait construire des batteries autour de la place et laisse le général Vandamme continuer le siège pour se porter sur Breslau (aujourd'hui Wrocław), à la rencontre des Russes. La ville se rend le 29 décembre, dès le début du bombardement. 2 500 hommes, 200 canons et de nombreux magasins sont le résultat de cette conquête.

### Napoléon à Varsovie
Parti le 9 décembre de Poznań, Napoléon arrive le 19 décembre 1806 à Varsovie. Ce jour Davout passe le Boug. Augereau passe la Vistule à Utrata (pl). Soult traverse à Wyszogród. Face à eux se trouve l'armée russe, commandée par Kamenski, âgé de 70 ans et presque infirme.
Obligé d'hiverner en Pologne, Napoléon passe ainsi tout le mois de janvier à Varsovie où il donne des soirées, bals et réceptions et rencontre la comtesse Walewska. C'est que l'armée française a également bien besoin de repos. Ses pertes lui interdisent de poursuivre l'armée russe. Elle se replie alors sur la Vistule pour se reformer et recevoir les renforts de France. Heureusement, de mémoire de Polonais, jamais la météo n'a été aussi clémente. Pour les Français, la température est plus douce qu'à Paris en cette saison.
Pendant ce temps, la Perse et la Porte déclarent la guerre à la Russie.

### Échec de l'encerclement devant le Narew
Le 26 décembre, à la bataille de Golymin l'armée russe de Galitzine échappe à Murat, tandis que le même jour, à la bataille de Pułtusk, celle de Bennigsen échappe à Lannes. Les deux armées russes se retirent sur Ostrołęka, laissant dans ces deux batailles 12 000 morts, blessés ou prisonniers et 80 canons, les Français pour leur part ne déplorent que 800 morts et 2 000 blessés. La résistance du général Galitzine, combinée à l'échec de Soult à contourner le flanc droit russe, fait perdre à Napoléon une chance de rattraper les lignes russes et de les emprisonner devant le fleuve Narew.

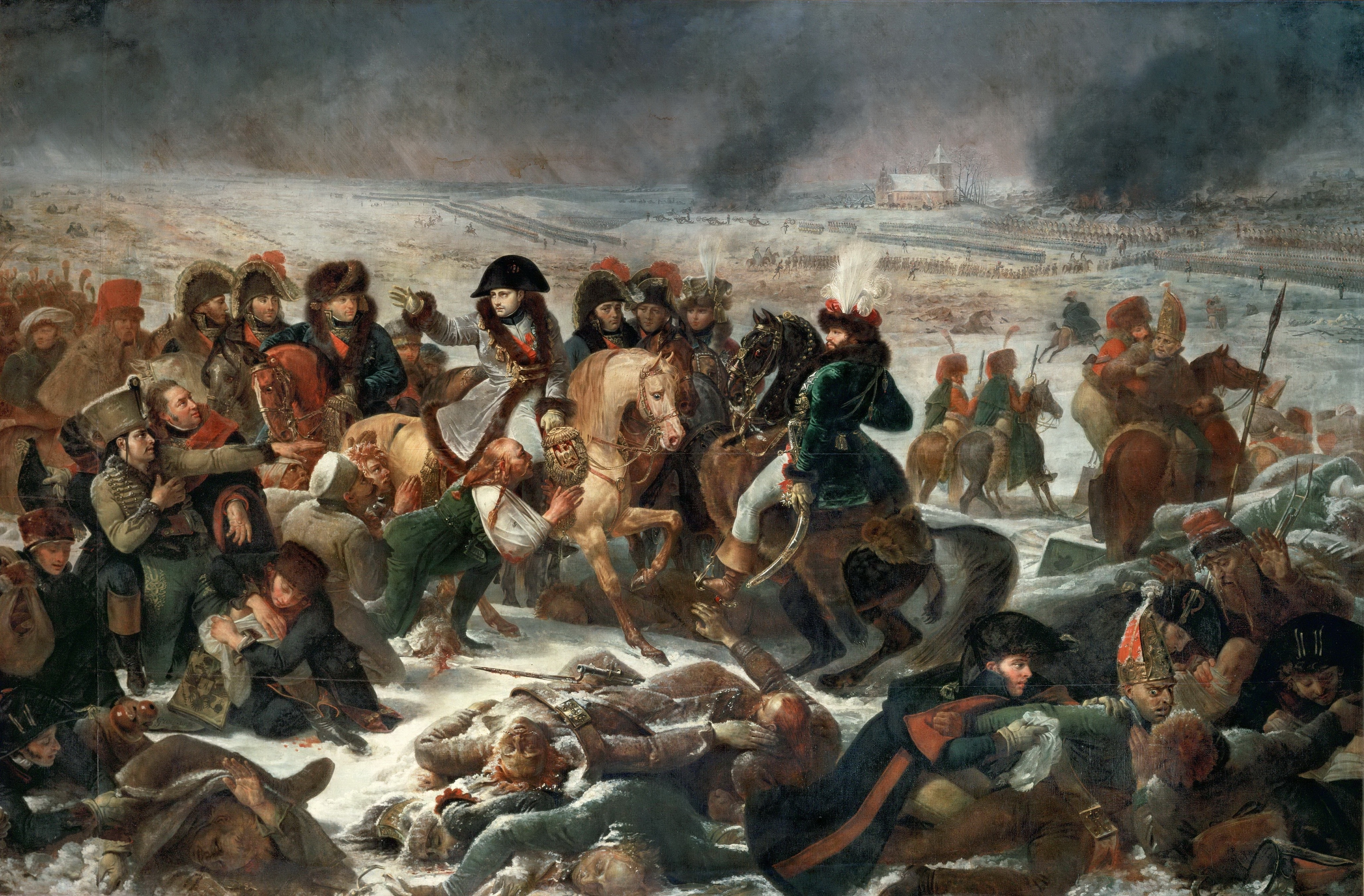
Napoléon à la bataille d'Eylau.

La Grande Armée se dirige alors vers le nord pour prendre la nouvelle capitale du roi de Prusse, Königsberg. Victor se met en marche le 8 janvier pour faire le siège de Colberg et de Dantzig.
Les Russes se dérobent à plusieurs reprises pour livrer, les 7 et 8 février 1807, la sanglante bataille d'Eylau où ils sont vaincus et abandonnent le champ de bataille. Après cette victoire, l'armée française reprend ses quartiers d'hiver. L'empereur passe les mois de mars, avril et mai à Ostróda puis à Finckenstein, où il reçoit les ambassadeurs de Turquie et de Perse, jusque-là alliés de l'Angleterre. Le 4 mai, il signe le traité de Finkenstein avec la Perse.
Au printemps, les Russes prennent l'initiative avec une offensive devant surprendre les Français et faire lever le siège de Dantzig, mais le 19 mai, la ville se rend après deux mois de siège, au général Lefevbre, fait duc de Dantzig en récompense de sa victoire.

### Heilsberg – Friedland
L'armée française contre-attaque. Le 10 juin, à la bataille d'Heilsberg, au prix de lourdes pertes, une charge impressionnante de la cavalerie de Murat contraint l'armée de Bennigsen à se replier. Les Français les poursuivent et le 14 juin, remportent une victoire décisive à la bataille de Friedland.

## Le traité de Tilsit

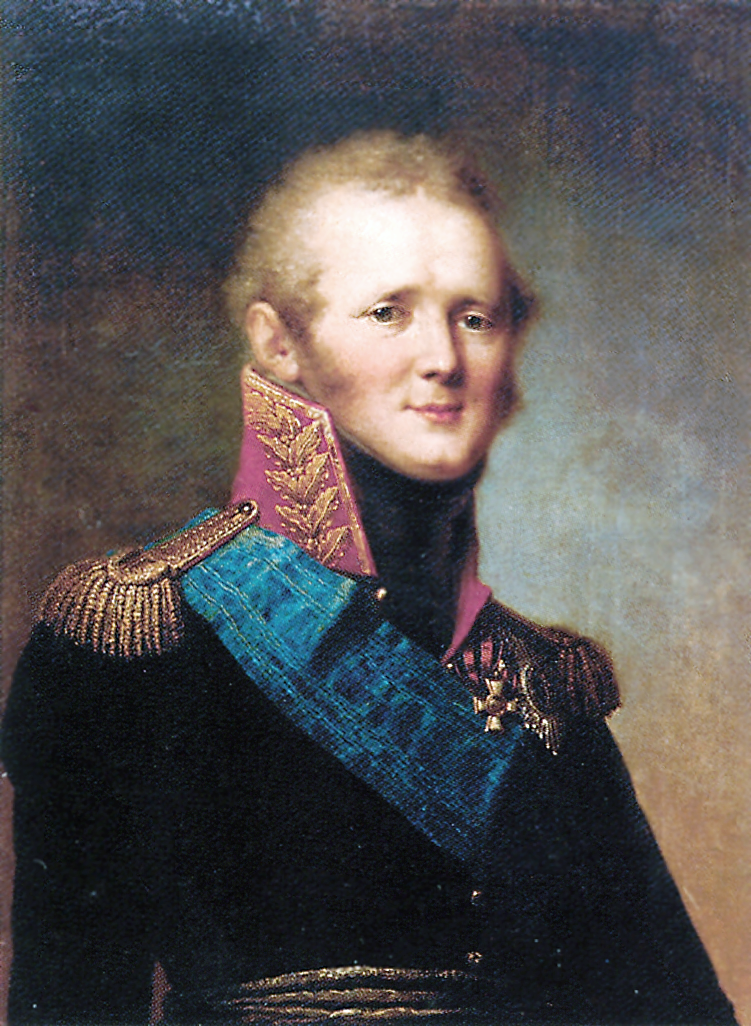
Alexandre Ier.

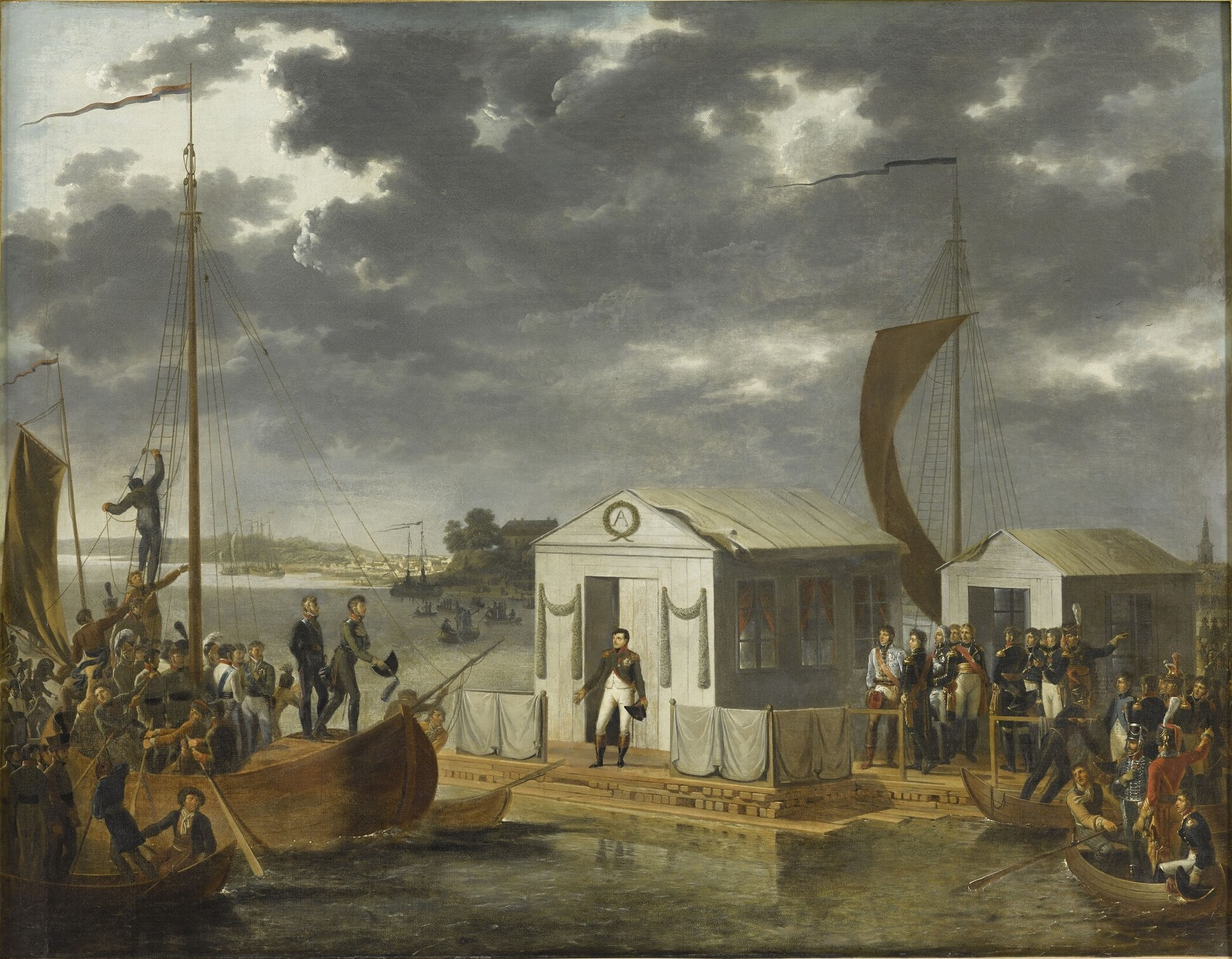
Entrevue de Tilsit.

Vaincu, Alexandre Ier souhaite gagner du temps dans la guerre contre les Français. De son côté, Napoléon, au sommet de sa gloire, espère en finir avec la résistance du Royaume-Uni en associant la Russie au blocus continental destiné à ruiner l'économie britannique.
Le 25 juin 1807, les deux souverains se rencontrent pour la première fois, sur un bateau au milieu du Niémen. Deux jours plus tard, l'Empereur et le Tsar reçoivent le roi de Prusse.
Le traité de Tilsit est signé les 7 et 9 juillet 1807. Napoléon est de retour à Paris le 27 juillet. C'est la fin de la Quatrième Coalition.

## Conséquences

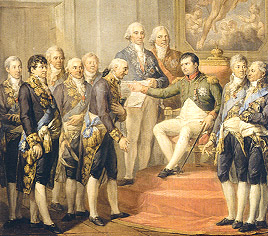
Napoléon remet la Constitution au Grand duché de Varsovie (1807)
Peinture de Marcello Bacciarelli.

Fort des nouveaux territoires pris à la Prusse, Napoléon fait renaître la Pologne en créant le duché de Varsovie. Petit-fils d'Auguste III de Pologne, Frédéric-Auguste Ier de Saxe devient duc de Varsovie. Le royaume de Westphalie est également créé en faveur de Jérôme Bonaparte qui au mois d'août épouse Catherine de Wurtemberg et six jours plus tard, devient roi de Westphalie.

### Sources
- Victoires, conquêtes, désastres, revers et guerres civiles des Français depuis 1792, Paris, 1856.
- Joseph F. Michaud, Louis Gabriel Michaud, Biographie universelle (Michaud) ancienne et moderne, 1854.
- William F. Schoell, Frédéric Schoell, Histoire abrégée des traités de paix, entre les puissances de l'Europe, depuis la paix de Westphalie, 1817.
- Claude François de Méneval, Napoléon et Marie-Louise. Souvenirs historiques de M. le baron Méneval, 1844.
- Joachim Lelewel, Histoire de Pologne, 1844.